# Louis Le Bègue
Louis-François Le Bègue (Gent, 28 september 1800 - 21 oktober 1843) was lid van het Belgisch Nationaal Congres en volksvertegenwoordiger.

## Levensloop
Le Bègue was de kleinzoon van Liévin Le Bègue die rechter was in Eeklo van 1803 tot 1811 en rechter in Gent van 1811 tot aan zijn dood in 1820. Hij was de zoon van Louis-François Le Bègue, licentiaat in de rechten, griffier van de rechtbank van koophandel in Gent, die vergeefs solliciteerde voor het ambt van voorzitter van de rechtbank in Gent maar een ongunstige notering kreeg vanwege 'een onberaden huwelijk en een vermindering van fortuin'.
Le Bègue deed zijn rechtenstudies in Gent en promoveerde in 1823 met een thesis: De beneficio discussionis fidei jussoribus concesso (Gent, P.-F. De Goesin-Verhaeghe, 1823). Hij werd advocaat en trouwde met Maria-Anne de Lange.
In 1830 werd hij tot plaatsvervangend lid van het Nationaal Congres verkozen voor het arrondissement Eeklo. Hij zetelde van bij de aanvang, vanwege de weigering van het effectief verkozen lid Emmanuel Balliu. Samen met zijn Eeklose collega, priester Joseph-Olivier Andries behoorde hij tot de democraten onder de katholieken. Met zijn 35 tussenkomsten in openbare zittingen behoorde hij tot de actieve leden.
In de grote stemmingen deed hij het als volgt: voor de onafhankelijkheidsverklaring en voor de eeuwigdurende uitsluiting van de Nassaus, voor de hertog van Leuchtenberg en voor Surlet de Chokier als regent. In juni stemde hij voor Leopold van Saksen Coburg, maar deed vooraf een verklaring dat het in zijn ogen duidelijk moest zijn dat Zeeuws-Vlaanderen bij België diende te blijven. In juli stemde hij voor de aanvaarding van het Verdrag der XVIII artikelen. Hij had eerst stelling genomen tegen dit Verdrag maar trok zich terug toen een veertigtal leden een gezamenlijke verklaring tegen het Verdrag aflegde.
Hij werd in 1831 verkozen tot volksvertegenwoordiger, maar bij de grote rechterlijke benoemingsgolf van 4 oktober 1832 (hij was in oktober 1830 al tot onderzoeksrechter benoemd) werd hij raadsheer bij het hof van beroep in Gent en verliet hij de politiek.
In de hieronder vermelde publicatie schreef hij een zeer militante inleiding, die de grieven van de Belgen tegenover Willem I der Nederlanden en het Verenigd Koninkrijk der Nederlanden dik in de verf zette. De orangistische advocaten, zoals Gent er veel telde, wisten waaraan zich te houden als ze voor raadsheer Le Bègue verschenen.
Charles Frédéric Le Bègue (Gent, 6 oktober 1801 - Gent, 16 april 1883), advocaat en liberaal gemeenteraadslid in Gent, alsook numismaat, was zeer waarschijnlijk zijn broer.

## Publicatie
- Notice sur l'histoire métallique de la révolution de 1830, ou catalogue raisonné des médailles, qui ont paru, en Belgique, à l'occasion des événements politiques de 1830, Gent, R. Lippens, 1832.